# رضا عقابی
رضا عقابی ( ۲۴ خرداد ۱۳۴۸ - ساوه) بازیکن بازنشسته فوتبال ایران و مربی کنونی فوتسال است.

## دوران باشگاهی
او دوران ورزشی اش را در ساوه و تحت نظر مربیانی چون حمید مقصودی و غلامرضا شهاب آغاز کرد. سپس با اعزام به خدمت سربازی در سال ۶۹ به تیم دسته اولی عقاب تهران (نیروی هوایی تهران) پیوست و در سال ۷۰ آقای گل مسابقات قهرمانی نیروهای مسلح کشور شد.
در همان سال علی پروین او را از بانک سپه استعدادیابی کرد و به اردوی ۲۸ نفری تیم ملی ایران فرا خواند و چند ماه بعد به تیم پرسپولیس که تحت هدایت علی پروین بود ملحق شد. از جمله افتخارات رضا عقابی بازی در فینال جام برندگان جام آسیا در سن ۲۳ سالگی و در برابر نیسان ژاپن است.
او بیشتر دوران ورزشی اش را در تیم شموشک نوشهر و نزد مربیانی چون حسن روشن، ناصر ابراهیمی، مختار بابایی، و اکبر میثاقیان گذراند.
همچنین او تجربه بازی در تیم‌های سپاهان و فجر سپاسی شیراز و کار کردن با منصور پورحیدری، پرویز مظلومی، منصور ابراهیم زاده، و رسول کربکندی را در کارنامه دارد.
عقابی ۱ سال هم در ماشین سازی تبریز در زمان حمید ندیمیان توپ میزد. او در زمان محمد مایلی کهن نیز به تیم ملی دعوت شد و در ۵ بازی دوستانه غیررسمی برای تیم ملی ایران به میدان رفت.
او در سال ۸۲ از فوتبال خداحافظی کرد و دوران مربیگری خود را در ساوه آغاز نمود. بزرگترین افتخار او در زمان مربیگری قهرمانی در لیگ دسته اول فوتسال ایران با شهرداری ساوه است.

### لیست تیم‌ها
- استقلال ساوه
- عقاب تهران
- بانک سپه تهران
- پرسپولیس[۳][۴]
- شموشک نوشهر
- سپاهان[۵]
- فجر سپاسی شیراز
- ماشین سازی تبریز

## افتخارات

### بازیگری

#### بین‌المللی
- جام برندگان جام آسیا
  - نایب قهرمان ۱۳۷۲ (پرسپولیس)

#### باشگاهی
- آزادگان
  - قهرمان : ۱۳۸۱ (شموشک نوشهر)
  - نایب قهرمان ۱۳۷۲ (پرسپولیس)
- جام فلق
  - قهرمان : ۱۳۷۶ تیم  ساوه
- جام قهرمانی نیروهای مسلح کشور
  - قهرمان : ۱۳۷۰( عقاب تهران)

#### انفرادی
- آقای گل
  - جام قهرمانی نیروهای مسلح کشور : ۱۳۶۹ (عقاب تهران)
  - لیگ باشگاههای تهران :۱۳۷۱  بانک سپه (۱۳)
  - جام آزادگان  ۱۳۸۰ (شموشک نوشهر)

### مربیگری
- لیگ دسته اول فوتسال ایران
  - قهرمان : ۱۳۸۹ (شهراری ساوه )
- لیگ دسته دوم فوتسال ایران
  - قهرمان : ۱۳۸۵ (ساوه شن)
- مسابقات استان مرکزی 
  - قهرمان :  ۱۳۸۴ (تربیت بدنی ساوه)